# 체크카드

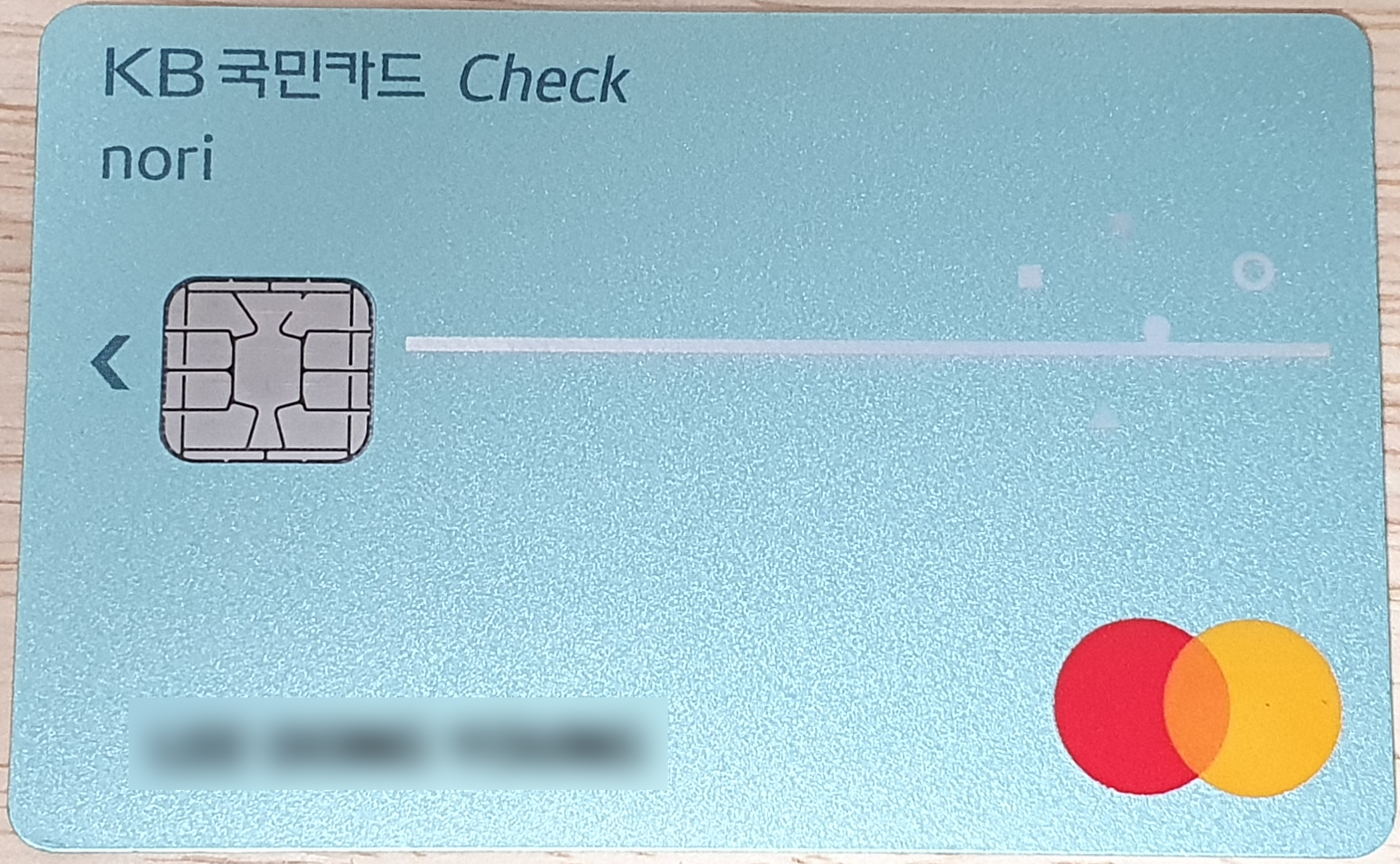
KB국민카드의 체크카드 "노리'

체크카드(check card)는 은행계좌와 연계되어 은행계좌 잔액내에서 자유롭게 신용카드가맹점에서 사용할 수 있는 직불카드다. 직불카드의 일시불결제와 신용카드의 폭넓은 가맹점의 장점을 갖고 있어서 직불카드와 신용카드가 결합한 형태라고 할 수 있다.

## 역사
1999년 9월 27일 비씨카드에서 플러스카드를 도입하고, 2000년 LG카드에서 "체크카드"란 이름의 결제수단으로 처음 등장한 이후, 전국 은행 및 카드사로 확대되었다. 2006년 11월 삼성카드에서 삼성증권과 제휴해 세계 최초 CMA체크카드를 처음으로 선보인 뒤 현재는 증권사(현재의 금융투자회사)들도 카드사와 제휴를 통해 체크카드발급에 나서면서 체크카드 발급 금융기관이 확대되었다.

## 분류
체크카드는 예금잔액 내에서 신용카드 가맹점에서 결제를 자유롭게 하기 때문에, 금융업계에서는 직불카드와 신용카드 사이로 보는 견해가 있다.
- 어디서나 발급이 가능하다. 다만, 미성년자(청소년 보호법 기준)의 경우 발급기준에 따라 다르다.
- 직불카드로 분류하는 금융사의 경우, 결제금액에 대한 일부 제한이 있고, 위험도가 낮다는 점으로 미성년자의 발급을 자유롭게 하고 있다.
- 신용카드로써 분류하는 금융사는 미성년자가 법률행위시 동의를 받아야 한다는 기준, 비밀번호가 아닌 서명만으로 예금잔액 내에서 출금이 된다는 등의 근거로 미성년자의 발급이 일부 제한되어 있다.

## 카드 번호의 구성
한국 내에서 사용할 수 있는 체크(신용)카드 번호는 다음과 같이 구성된다.
첫 번째 자리는 다음과 같이 할당되어 있다.
- 15자리인 경우
  - 37로 시작하는 번호 - AMEX(신한카드, 삼성카드, KB국민카드, 하나카드 등)
- 14자리인 경우
  - 3616으로 시작하는 번호 - 다이너스 클럽
- 16자리인 경우
  - 35로 시작하는 번호 - JCB카드(KB국민카드, NH농협카드 등)
  - 4로 시작하는 번호 - 비자
    - 45로 시작하는 번호 - 신한카드 비자

  - 51, 52, 53, 54, 55로 시작하는 번호 - 마스터카드
  - 62로 시작하는 번호 - UnionPay
  - 5021, 6060, 6360, 6281으로 시작하는 번호 - Maestro 직불카드
  - 9로 시작하는 번호 - 각 국가 내에서 사용하는 카드 번호

따라서 첫째 자리부터 여섯째 자리까지의 번호(BIN 번호)만 보면 해당 카드는 어느 나라의 어느 카드사가 발급한 카드인지, 카드 회원이 일반, 골드, 개인, 법인인지 알 수 있도록 되어 있다. 그 다음 7번째 자리부터 15번째 자리까지는 각 카드사가 임의의 규칙에 따라 사용하도록 되어 있고 16번째 숫자는 특정한 공식에 의해 카드번호를 검증하는 값이다. 카드 뒷면의 서명판에 기울여서 인쇄된 3자리 숫자는 카드소지를 확인하는 값으로 카드사마다 부르는 이름이 다르다.
- 비자 : CVV(Card Verification Value)
- 마스터카드/JCB : CVC(Card Validation Code)
- 아메리칸엑스프레스카드: CID(Confidential Identifier Number or Card Identification Number)

CVV나 CVC는 모두 카드 번호가 제대로 된 것인지를 확인하는 값으로 요즈음은 인터넷 상에서 상거래 시 입력을 요구하는 경우도 있다. 이 3자리 값과 16자리 카드 번호를 정해진 규칙에 따라 암복호화를 하여 해당 값이 일치하면 카드가 정상 카드임을 알 수 있는 것이다.
CVV나 CVC는 MS에 기록되는 CVV1(CVC1)과 카드의 뒷면 서명판 윗 부분에 음각되는 CVV2(CVC2)의 값이 있다. 물론 EMV표준의 IC Chip에는 iCVV(Chip CVC)의 값이 입력되어 있다.
| - 만 12세 이상 은행계좌만 있으면 누구나 발급이 가능하다(단, 약간의 신용공여 한도가 적용되는 하이브리드 카드 기능은 만 19세 이상이 되어야 신청 가능). - 직불카드하고는 달리 가맹점 수가 많다. - 신용카드하고는 달리 통장 잔액범위 내에서 결제가 가능하기 때문에 무분별한 카드결제 및 충동구매를 방지할 수 있다. - 신용카드하고는 달리 카드영수증 복권 대상에 포함된다. | - 신용결제한도가 부여되지 않기 때문에 일반적으로 할부거래가 적용되지 않으며, 일부 가맹점에서는 사용이 되지 않는다. - 일부 은행 및 카드사에서 전산상의 문제로 인해, 일부 체크카드 상품을 제외한 나머지 체크카드들은 해외결제가 적용되지 않는다. 즉, 외국에서는 국제현금카드의 역할밖에 하지 못하는 경우가 있으며, 해외결제가 된다고 하더라도 오프라인에서만 가능한 경우가 있다. (예시: 삼성체크카드) - 은행의 전산점검시간에는 결제계좌의 잔액이 확인되지 않기 때문에, 일정시간동안(약30분~2시간)정도는 직불기용이 적용되지 않는다. 사전에 안내를 확인해야 한다. (단, 소액신용한도를 부여한 경우 신용결제로 승인될 수 있다.) - 신용카드하고는 달리, 결제 은행이 일부 제한적이다. 게다가 카드사마다 다르지만, 연결이 가능하다고 해도 현금카드 등록이 되지 않는 경우가 있다. - 전업계일수록 해외신판이 아닌 국내전용으로만 발급받을수있지만 해외신판으로 발급이 가능하다해도 EMV Contactless 기능이 없는 경우가 있다. |

## 사용
보통 체크카드는 은행계좌와 연결되어 있어 현금카드와 체크카드를 동시에 쓸 수 있으며, 직불카드와 달리 신용카드 가맹점(일부제외)에서 사용이 가능하다. 체크카드 특성상 일시불 결제만 가능해 신용거래에 해당하는 할부거래와 현금서비스 이용이 불가능하다. 다만, 일부 발급자는 소액의 신용한도를 부여해주는 경우도 있어 할부거래도 가능하긴 하지만, 소액신용한도가 부여되려면 신용카드 발급조건에 합치해야 한다. 거의 모든 신용카드가맹점에서 결제가 가능하고, 일부 카드사는 신용카드 못지않게 서비스혜택을 체크카드에 부여해 주기도 하며, 신용카드보다 높은 비율로 연말 소득공제가 가능하다.

### 교통카드기능
- 선불교통카드 기능은 사용전 충전을 해야 한다.
- 후불교통카드 기능은 최소한 만 12세 이상이 되어야 발급이 가능하다.

(2020년 4월 27일 부터 만 12세 이상부터 발급이 가능하도록 변경되었으나, 아직 만들어진 상품은 별로 없다.)
- 자동충전식 교통카드는 신한은행, KEB하나은행, 제주은행 영업점(티머니)과 농협은행 및 지역농축협[7]에서 발급받을 수 있다. 티머니의 경우, 교통카드기능 뿐만 아니라 편의점 등 티머니가맹점에서도 쓸 수 있으며, 충전이 거의 필요하지 않으나 충전할 수도 있다.

### 해외자동화기기 및 가맹점 이용
- 마스터카드 계열 직불카드망인 마에스트로 마크가 있는 체크카드는 해외 자동화기기(Cirrus ATM망) 및 직불카드 가맹점에서 이용이 가능하다. 승인시는 비밀번호를 입력한다.
- 마스터카드는 해외 신용카드 가맹점에서 이용이 가능하다. 또한 Cirrus ATM망으로 현금인출도 가능하다.
- 비씨카드의 국내전용 카드는 미국, 중국 내 제휴 자동화기기에서 이용이 가능하다.
- 신한카드의 국내전용 카드는 추가 연회비 없이 일본 내 신용카드 가맹점에서 이용이 가능하다. (2014년 12월 16일부터)[8]
- 비자카드는 해외 자동화기기에서 이용은 가능하지만 해외 신용카드 가맹점에서 이용이 가능한 별도의 상품이 있다. 이는 BIN에 따라 다르다.
- JCB카드는 해외 JCB 신용카드 가맹점에서 이용이 가능하다. 또한 Cirrus ATM망을 통해 현금인출도 가능하다.
- 중국은련은 해외 가맹점에서 이용이 가능하지만 승인시 비밀번호를 눌러야 한다. 예를 들어, 발급시 비밀번호가 '1234'일경우 '123400'이라고 입력해야 한다. 또, 해외 ATM에서 사용이 가능하다. 일부 카드는 해외 가맹점에서 이용이 불가능하며, 비씨카드 발행 중국은련 체크카드는 비씨카드에 온라인 대응 시스템이 없어 오프라인에서만 해외신판이 가능하다.

## 발급
체크카드는 은행/우체국/상호금융기관/카드사/금융투자회사(증권사)/종금사에서 발급 해주며, 우체국/새마을금고/산림조합/신협/금융투자회사(증권사)/종금사의 경우에는 특정 카드사나 은행에서 제휴해 발급해 주고 있다.
또한, 중국은행의 한국내 지점에서도 한국 국적자를 대상으로 체크카드를 발급해준다. 현금카드 탑재는 은행계는 계열사면 무조건탑재이고 전업계는 특정제휴카드나 제휴은행에 한하여 집어넣을 수 있다.

### 조건 및 수수료
- 체크카드 발급 조건은 해당 기관의 재량이다. (아래의 표 참고)

| 은행/카드사                                                         | 발급가능한 나이                                                            |
| ------------------------------------------------------------------- | -------------------------------------------------------------------------- |
| 현대카드                                                            | 만 14세 이상 발급/미성년자 법적대리인의 동의 불필요                        |
| 삼성카드/롯데카드/신협/(KDB산업은행, 산림조합)/한국씨티은행         | 만 14세 이상 발급/미성년자 법적대리인의 동의 필요(또는 미성년자 발급 불가) |
| 상호저축은행중앙회                                                  | 만 14세 이상 발급/기준은 저축은행에 따라 다름.                             |
| 비씨카드                                                            | 만 14세 이상 발급/기준은 회원사에 따라 다름                                |
| 하나카드                                                            | 만 14세 이상 발급                                                          |
| KB국민카드, 신한카드, NH농협카드, 경남은행, 부산은행, 새마을금고 등 | 만 14세 이상 한정 독자 발급 가능 (일부 금융기관 주민등록 초본 지참 필요)   |

### 발급사별 결제계좌 설정
카드사별로 특정상품에 따라 결제계좌 지정이 가능한 기관이 달라질 수도 있으며 씨티은행과 인터넷전문은행은 자사카드만 쓸수있다.
굵은 글씨는 현금카드 연결이 가능한 곳이다.
| 은행사/카드사                           | 발급가능 은행계좌, CMA계좌 |
| 비씨카드                                | 발급사에서 지정한 은행입출금(기업, 농·수협, 대구, 부산, 경남)계좌, 일부회원사는 제휴증권사에서 지정한 CMA계좌 |
| 신한카드                                | 제휴상호저축은행 및 증권사에서 지정한 입출금, CMA계좌 및 신한은행, 제주은행 계좌, SC제일은행, 우리은행, 우체국, BNK금융그룹, 국민은행, 우리은행, 대구은행, 농협중앙회 및 농축협, 하나은행, 광주은행, 기업은행      |
| KB국민카드                              | 국민은행 계좌 와 국민카드 중에서 일부상품을 ( 나라사랑카드,학생증,Get100 , 총무 체크카드)제외한 NH농협은행 및 농·축협계좌, 신한은행 ,KB증권 CMA,공상은행, 계좌는 해외결제불가                                      |
| NH농협은행                              | 자사 계좌(농협은행 및 지역농축협), BC카드, 자사CMA계좌 |
| 현대카드 (국내전용,(연회비 이천원 부과) | 산업은행, 우리은행, 우체국, 신한은행, 하나은행, SC제일은행, 대구은행, 부산은행, NH농협은행 및 농·축협, 국민은행 계좌(IBK, 대구, 부산은행은 현금카드 탑재가 안되며 농협과 국민은 현금카드 기능이 일부 제한된다.)    |
| 삼성카드                                | 제휴증권사(유안타증권,삼성증권에서 지정한 CMA계좌(비자) SC제일은행(마스타가능), 새마을금고(비자가능), 신한은행, 우리은행, 국민은행(해외결제불가), 하나은행, NH농협은행 및 농·축협계좌, 경남은행, 전북은행, IM BANK |
| 롯데카드 (마스터제외)                   | 우리은행, 신한은행, 부산은행 수협, SC제일은행, 경남은행, JB금융지주, 대구은행, 하나은행, 국민은행, 기업은행 |
| 하나카드                                | 하나금융투자와 제휴증권사 CMA계좌, 하나은행 계좌, NH농협은행 및 농·축협계좌, 기업은행, 우리은행, 신한은행 입출금계좌                                                                                               |
| 우리카드                                | 우리종합금융 계좌 및 우리은행, 기업은행, 국민은행, NH농협은행, 신한은행, 하나은행, 대구은행, BNK금융그룹, 광주은행                                                                                                 |
| 제주은행                                | 자사 계좌및 신한카드 |

### 브랜드별
| 브랜드                   | 발급 기관(저축,산림,산업은 해외결제 불가) |
| ------------------------ | --- |
| 국내전용카드             | 씨티은행를 제외한 나머지 모든 카드사 발급 |
| 마에스트로 직불카드      | KB국민카드, 비씨카드(IM BANK) |
| VISA(해외겸용)           | 신한카드, 국민카드, 하나카드, NH농협카드, 비씨카드(중소기업은행, 우리은행, 케이뱅크, 우정사업본부, 새마을금고,신협), 삼성카드(새마을금고), 롯데카드                            |
| MasterCard(해외겸용)     | 신한카드, 하나카드(TOSS), NH농협카드, 우리카드, 비씨카드(대구은행), 부산은행, 경남은행, 중소기업은행, 카카오뱅크, 한국씨티은행, SC제일은행, 우정사업본부, JB금융지주, 수협은행 |
| 은련                     | 국민카드, 신한카드, 하나카드, 비씨카드(NH농협카드, IM BANK, 중소기업은행]), 롯데카드(전북,광주,우리,BNK,수협은 롯데만 가능)                                                    |
| BC GLOBAL(디스커버 카드) | 대구은행, BNK금융그룹, 제주은행 |

## 같이 보기
- 신용카드
- 직불카드
- 현금카드
- 선불카드
- 기프트카드
- 하이브리드 카드